# Rosemary Little
Rosemary Little (nascida em 27 de agosto de 1982) é uma atleta paralímpica australiana. Rosemary obteve a medalha de bronze na corrida em cadeira de rodas nos Jogos Paralímpicos de Londres 2012 e também competiu no ciclismo com as mãos. Defendeu as cores da Austrália nos Jogos Paralímpicos do Rio de Janeiro, em 2016, onde competiu em três provas de pista do atletismo, categoria T34, nos 100, nos 400 e nos 800 metros rasos feminino, porém, não conquistou nenhuma medalha.
Rosemary começou a competir no atletismo em 2003 e é classificada como atleta da categoria T33. No Campeonato Mundial de Atletismo Paralímpicos de 2013, em Lyon, na França, conquista a medalha de prata nos 200 metros rasos – T34 e a de bronze nos 100 metros rasos, da mesma categoria.

## Detalhes
Atua como estudante desde 2012 na Universidade de Sydney. Nasceu no dia 27 de agosto de 1982, em Mackay, no estado australiano de Queensland, e tem lesão cerebral como consequência de um vírus no cérebro.